# (9494) Donici
(9494) Donici (3212 T-1) – planetoida z grupy pasa głównego asteroid okrążająca Słońce w ciągu 3,25 lat w średniej odległości 2,19 j.a. Odkryta 26 marca 1971 roku.